# Kanton Sore
Kanton Sore (francouzsky Canton de Sore) je francouzský kanton v departementu Landes v regionu Akvitánie. Tvoří ho čtyři obce.

## Obce kantonu
- Argelouse
- Callen
- Luxey
- Sore